# Колобанов, Зиновий Григорьевич
Зино́вий Григо́рьевич Колоба́нов (25 декабря 1910 [7 января 1911], с. Арефино, Владимирская губерния — 8 августа 1994, Минск) — советский танкист-ас, в Великую Отечественную войну — старший лейтенант, командир роты тяжёлых танков, в послевоенное время — подполковник.
20 августа 1941 года (согласно данным всех известных архивных документов и публикаций военного времени; по послевоенным, ошибочным публикациям — 19 августа 1941 года) во время Кингисеппско-Лужской оборонительной операции экипаж его танка КВ-1 в одном бою в районе стратегического транспортного узла Войсковицы-Красногвардейск (ныне Гатчина) подбил из засады 22 танка противника в колонне; всего же полуротой Колобанова, состоявшей из пяти тяжёлых танков КВ-1, совместно с ополченцами Ленинграда в тот день в том районе было подбито 43 немецкие единицы бронетехники из 1-й, 6-й и 8-й танковых дивизий, проводивших 20 августа 1941 года смену своих позиций из-за необходимости приостановки наступления на Ленинград и окружения Лужской группировки советских войск.

## Биография

### Происхождение
Родился 25 декабря 1910, в селе Арефино Муромского уезда Владимирской губернии (ныне Вачского района Нижегородской области). В десятилетнем возрасте лишился отца, который погиб, участвуя в Гражданской войне. Помимо Зиновия, мать в одиночку воспитывала ещё двоих детей. Когда дети подросли, семья переехала на постоянное местожительство в село Большое Загарино. В этом селе шла организация колхоза, и девятнадцатилетний Зиновий принимал в этом активное участие.
После окончания восьми классов средней школы учился в Горьковском индустриальном техникуме.
16 февраля 1933 года с третьего курса техникума был призван в ряды РККА. Курсант полковой школы при 49-м стрелковом полку 70-й стрелковой дивизии. В мае 1936 года окончил Орловское бронетанковое училище имени М. В. Фрунзе, присвоено воинское звание лейтенант. После окончания училища, как отличник, имевший право выбирать место службы, выбрал Ленинград, который, по его словам, «любил заочно». Служил в Ленинградском военном округе командиром танка 3-го отдельного танкового батальона 2-й танковой бригады.
С октября 1937 по 1938 год обучался на Курсах усовершенствования командного состава, после которых служил помощником командира боепитания 210-го стрелкового полка 70-й стрелковой дивизии (23.04.1938), командиром взвода 6-й отдельной танковой бригады (31.07.1938) и затем командиром танковой роты (16.11.1938). За пять дней до начала Советско-финской войны, 25 ноября 1939 года, был назначен командиром танковой роты 1-й лёгкой танковой бригады на Карельском перешейке.

### На Карельском перешейке
Участвовал в Советско-финской войне 1939—1940 годов. Прошёл от границы до Выборга, трижды горел. Журналист «Красной звезды» Аркадий Фёдорович Пинчук также опубликовал информацию, что за прорыв линии Маннергейма Колобанов был удостоен звания Героя Советского Союза (в начале марта 1940 года получил Золотую Звезду и орден Ленина), а кроме того, ему присвоили внеочередное звание капитана, но за братание его подчинённых с финскими военнослужащими после подписания Московского мирного договора от 12 марта 1940 года был лишён и звания, и награды. Тем не менее сведений, подтверждающих получение З. Г. Колобановым звание Героя, нет: до начала марта 1940 года вышло шесть указов о присвоении звания Героя Советского Союза за советско-финскую войну — 15.01.1940, 19.01.1940, 26.01.1940, 3.02.1940, 5.02.1940 и 7.02.1940 (каждый из этих указов публиковался в «Ведомостях ВС СССР», а на следующий день в газетах «Известия», «Правда» и «Красная звезда»), и ни в одном из них З. Г. Колобанов упомянут не был, вследствие чего информация А. Пинчука считается неподтверждённой. В личном деле есть запись о награждении в 1940 году орденом Красного Знамени.

### В межвоенные годы
17 марта 1940 года, был назначен помощником командира 52-й роты танкового резерва по боевой части (1-я лёгкая танковая бригада), через пять дней после этого переведён в Киевский военный округ (город Староконстантинов, Украинская ССР).
6 сентября 1940 года присвоено воинское звание старшего лейтенанта. Служил заместителем командира роты 90-го танкового полка, командиром роты 36-го отдельного учебного танкового батальона 14-й лёгкой танковой бригады, старшим адъютантом (начальником штаба) батальона 97-го танкового полка, а 9 мая 1941 года назначен командиром роты батальона тяжёлых танков 97-го танкового полка 49-й танковой дивизии (вспоминая про службу (чуть ниже по тексту), Колобанов не упоминает о командовании танковой ротой в 24-м мехкорпусе, потому что тяжёлых танков рота так и не получила).

### В годы Великой Отечественной войны
Участник Великой Отечественной войны с 3 июля 1941 года. Был переведён на Северный фронт командиром роты тяжёлых танков КВ-1 1-го танкового полка 1-й танковой дивизии. По информации журналиста А. Пинчука, в 1-ю танковую дивизию З. Г. Колобанов попал из запаса. Сам Колобанов по этому поводу говорил: «поскольку у меня уже был боевой опыт — прошёл всю финскую и трижды горел в танке, то дали „старлея“ и назначили командиром роты».
8 августа 1941 года немецкая группа армий «Север» начала наступление на Ленинград. По воспоминаниям В. И. Баранова, бывшего командира 1-й танковой дивизии:

Шёл второй месяц войны. После непрерывных боёв под Псковом, Кингисеппом и Лугой дивизия, сдерживая натиск немцев, подошла к городу Красногвардейску (ныне Гатчина), Красногвардейск — важный узел железнодорожных и шоссейных дорог на подступах к Ленинграду. Обстановка складывалась для нас крайне неблагополучно. Части, обороняющие рубеж на реке Луге, были отрезаны от главных сил. Другие — с тяжёлыми боями отходили к Ленинграду. Посланные из глубокого тыла резервы ещё не подошли. Фашисты наступали огромными соединениями танков, стремясь смять наши войска и с ходу захватить Красногвардейск. Мы применяли засады тяжёлых танков, рассчитывая на мощь КВ.

14 августа немецкие части 41-го мотокорпуса из состава 4-й танковой группы захватили плацдарм на реке Луга у села Ивановское. В бою под Ивановским экипаж Колобанова отличился — уничтожил один танк и одно орудие противника. 19 августа 1941 года после тяжёлых боёв под Молосковицами Колобанов прибыл в 1-й батальон 1-го полка 1-й танковой дивизии.

#### Войсковицкий бой
18 августа 1941 года 1-й танковый полк 1-й Краснознаменной танковой дивизии сдал оставшуюся боеспособную матчасть во 2-й танковый полк 1-й ТД и выбыл из дивизии в распоряжение командующего Северным фронтом.
Личный состав полка сосредоточился в лесу восточнее деревни Телези Красносельского района Ленинградской области, где на следующий день 19 августа получил новую матчасть, в числе которой в полк прибыли и 20 (двадцать) танков КВ.
19 августа в 9.30 начальник АБТУ Северного фронта полковник Дементьев направил командиру 1-го танкового полка боевое распоряжение за номером 043888, в котором полковнику Погодину сообщалось, что командующий СФ приказал «… с получением сего немедленно отправить в распоряжение командира 1-го стрелкового полка 2-й гвардейской дивизии народного ополчения пять танков КВ с командиром роты».
К 17.00 19 августа 1-й танковый полк полностью закончил укомплектование прибывшей матчастью и личным составом, но лишь только в 20.00 19 августа пять танков КВ с командиром роты старшим лейтенантом Колобановым во главе выступила в 1-й стрелковый полк 2-й Гв.ДНО.
Согласно мемуарам, командир 3-й танковой роты 1-го танкового батальона  старший лейтенант Колобанов был вызван к командиру дивизии, от которого лично получил приказ прикрывать три дороги, ведущие к Красногвардейску (ныне город Гатчина) со стороны Луги, Волосово и Кингисеппа (через Таллинское шоссе): «Перекрыть их и стоять насмерть!»
В тот же день рота Колобанова из пяти танков КВ-1 выдвинулась навстречу наступавшему противнику. Важно было не пропустить немецкие танки, поэтому в каждый танк было загружено удвоенное количества бронебойных снарядов от стандартного числа бронебойных снарядов в боекомплекте танков КВ и минимальное количество осколочно-фугасных. Экипаж танка Колобанова составляли: сам командир танка — старший лейтенант Зиновий Григорьевич Колобанов, командир орудия старший сержант Андрей Михайлович Усов, старший механик-водитель старшина Николай Иванович Никифоров, младший механик-водитель красноармеец Николай Феоктистович Родников и стрелок-радист старший сержант Павел Иванович Кисельков.
Согласно исследованию О. Скворцова, события 19 и 20 августа 1941 года у совхоза (мызы) Войсковицы в Красногвардейском ныне Гатчинском районе Ленинградской области развивались следующим образом. 19 августа, оценив вероятные пути движения немецких войск, Колобанов направил два танка на лужскую дорогу, два — на кингисеппскую, а сам занял позицию на приморской дороге. Место для танковой засады было выбрано таким образом, чтобы прикрыть сразу два возможных направления: противник мог выйти на дорогу на Мариенбург по дороге от Войсковиц, либо по дороге от Сяськелево. Поэтому танковый окоп для тяжёлого танка КВ-1 № 864 старшего лейтенанта Колобанова был устроен всего в 300 метрах напротив Т-образного перекрёстка («Ориентир № 2») с таким расчётом, чтобы вести огонь «в лоб», если танки пойдут по первому маршруту. С обеих сторон от дороги находился болотистый луг, затруднявший манёвр немецкой бронетехнике.
На следующий день, 20 августа 1941 года, после полудня экипажи лейтенанта М. И. Евдокименко и младшего лейтенанта И. А. Дегтяря первыми встретили немецкую танковую колонну на Лужском шоссе, подбив пять танков и три бронетранспортёра противника. Затем немцы предприняли авиаразведку, а после того, как она завершилась безрезультатно, около 14:00  по приморской дороге на совхоз Войсковицы проследовали немецкие разведчики-мотоциклисты, которых экипаж Колобанова пропустил беспрепятственно, чтобы дождаться подхода основных сил противника. Затем появилась колонна, состоявшая из 22 лёгких танков (предположительно Pz.Kpfw.35(t)) немецкой 6-й танковой дивизии (в некоторых источниках также называются 1-я или 8-я танковые дивизии).
Выждав, пока головной танк колонны поравняется с двумя берёзами на дороге («Ориентир № 1»), Колобанов скомандовал: «Ориентир первый, по головному, прямой выстрел под крест, бронебойным — огонь!». После первых выстрелов командира орудия Усова, бывшего профессионального артиллериста-инструктора, участника войны в Польше и Финляндии, три головных немецких танка загорелись, перекрыв дорогу. Подбив их, Усов перенёс огонь на хвост, тем самым лишив противника возможности уйти назад или в сторону Войсковиц, а затем на центр колонны («Ориентир № 2») (по другим сведениям, опубликованным в газете «Санкт-Петербургский дневник» 14 сентября 2015 года, три танка противника, подбитых первыми выстрелами экипажа Колобанова, располагались соответственно в голове, хвосте и в середине колонны). На узкой дороге, по обеим сторонам которой находилось болото, образовалась давка: машины, продолжая движение, натыкались друг на друга, съезжали на обочину и попадали в болото, где, полностью лишившись подвижности, могли только вести огонь из башен. В горевших танках противника стал взрываться боекомплект. Отдельные немецкие танкисты вели ответный огонь. В башню танка Колобанова попали 114 снарядов, но броня башни КВ зарекомендовала себя наилучшим образом. За час боя экипаж Колобанова подбил все 22 танка в колонне. Из двойного боекомплекта было израсходовано 98 бронебойных снарядов.

Я был в это время на наблюдательном пункте укреплённого района и слышал канонаду боя. Затем выехал на место. У перекрёстка дорог пылала груда немецких танков. Героический бой и, пожалуй, беспрецедентный в истории войны. Вот что сделали колобановцы — задержали надолго наступление противника на этом важном направлении. Не очень-то помогла фашистам 8-я танковая дивизия, брошенная на усиление механизированного корпуса.
— П. И. Пинчук, бывший командир 1-го танкового полка 1-й танковой дивизии
По некоторым свидетельствам, вместе с командованием танковой части к месту боя приехал и «специальный» корреспондент газеты «Известия», штатный корреспондент местной ополченческой газеты «На защиту Ленинграда» Павел Майский, который, предположительно, заснял панораму горящих машин.
На этом бой не закончился. По приказу комдива В. И. Баранова танк Колобанова занял второй подготовленный танковый окоп в ожидании повторной атаки. По-видимому, на этот раз он был обнаружен, и немецкие танки огневой поддержки Pz.Kpfw.IV начали обстреливать его с дальней дистанции, чтобы отвлечь внимание на себя и не позволить вести прицельный огонь по танкам и мотопехоте, которые в это время прорывались в район учхоза и далее в Черново. Кроме того, немцам требовалось вынудить советских танкистов покинуть позицию, чтобы самим приступить к эвакуации подбитых танков. Танковая дуэль не принесла результата обеим сторонам: Колобанов не заявил ни об одном уничтоженном танке на этом этапе боя, но у его танка были разбиты внешние приборы наблюдения и заклинило башню. Поскольку заклиненную башню было невозможно повернуть, чтобы навести пушку на противотанковые орудия, подведённые немцами во время боя на близкую дистанцию, Колобанову пришлось дать команду выехать из танкового окопа и развернуть сам танк.
Тем не менее, экипаж Колобанова выполнил поставленную задачу, связав боем немецкие танки огневой поддержки Pz.Kpfw.IV, которые не смогли поддержать продвижение вглубь советской обороны второй роты танков, где она и была уничтожена другой группой КВ-1 под командованием комбата И. Б. Шпиллера. После боя на КВ-1 Колобанова насчитали более сотни следов попаданий (в различных источниках количество вмятин на броне приводится разное: 135, 147 либо 156).
В результате экипажем старшего лейтенанта Колобанова было подбито 22 немецких танка, а всего его рота записала на свой счёт 43 танка противника (в том числе: экипаж младшего лейтенанта Ф. Сергеева — 8; младшего лейтенанта В. И. Ласточкина — 4; младшего лейтенанта И. А. Дегтяря — 4; лейтенанта М. И. Евдокименко — 5). Кроме того, лично командир батальона Шпиллер сжёг два танка. В этот же день ротой были уничтожены: одна легковая машина, артиллерийская батарея, до двух рот пехоты и один мотоциклист противника был взят в плен.
Несмотря на то что за 20 августа крупные потери в танках не были зафиксированы в немецких документах, это не опровергает заявленное советской стороной число подбитых танков. Так, 14 танков 65-го танкового батальона 6-й немецкой танковой дивизии, списанных как «безвозвратные потери» в период с 23 августа по 4 сентября, могут быть отнесены на результаты боя с ротой Колобанова. В начале сентября три роты 65-го танкового батальона были сведены в две смешанного состава. Остальные подбитые танки, по всей видимости, были отремонтированы. 7 сентября генерал-майор Эрхард Раус (нем. Erhard Raus) назначен временным командиром дивизии вместо генерал-майора Франца Ландграфа. О. Скворцов предположил, что «смена командира дивизии была вызвана результатами этого (Войсковицкого) боя, а 19 августа стало таким позорным пятном для 6-й германской танковой дивизии, что во всех мемуарах события этого дня обходятся стороной».
В сентябре 1941 года за этот бой командиром 1-го танкового полка 1-й танковой дивизии, членом ЦК Компартии Беларуси Д. Д. Погодиным (первым танкистом, получившим медаль «Герой Советского Союза»(№ 26), все члены экипажа З. Г. Колобанова были представлены к званию Героя Советского Союза. Командир дивизии Герой Советского Союза генерал В. И. Баранов также подписал эти представления. Однако в штабе Ленинградского фронта награда Колобанову была кем-то снижена до ордена Красного Знамени, а командиру орудия старшему сержанту Усову до ордена Ленина. Наградные листы с зачёркнутыми красным карандашом представлениями к званию Героя Советского Союза ныне хранятся в ЦАМО РФ.
3 февраля 1942 года Колобанов получил орден Красного Знамени. Члены экипажа также были награждены: командир орудия старший сержант А. М. Усов — высшим орденом СССР орденом Ленина, старший механик-водитель старшина Н. И. Никифоров — орденом Красного Знамени, стрелок-радист старший сержант П. И. Кисельков и младший механик-водитель красноармеец Н. Ф. Родников — орденом Красной Звезды.

#### Последующие события
Около двух часов дня 20 августа 1941 в городе Красногвардейске (ныне город Гатчина) стала слышна сильная канонада развернувшегося у совхоза Войсковицы сражения с немецкими танками. Обеспокоенное партийное руководство города обратилось за информацией о ситуации в военный штаб укрепрайона. Выяснилось, что, по мнению военного руководства, прорвавшиеся немецкие танки уже ведут бой на окраине города в районе Колпан. К несчастью, днём раньше при проведении мер по подготовке к эвакуации городского телефонного узла по халатности были перерезаны кабели коммутатора и тем самым полностью прервана телефонная связь в самом городе и связь с районом, Ленинградом и воинскими частями. Ориентируясь на имевшуюся информацию, начальник районного отдела НКВД принял решение о немедленной эвакуации советских и партийных работников из города и подрыве основных производств в городе. Были выведены почти весь личный состав милиции и пожарные машины, подрывы были произведены, после чего в городе возникли пожары. При спешном покидании города было оставлено бесхозным оружие и боеприпасы. В тот же день после прояснения ситуации, спустя час отсутствия, руководство города и милиция вернулись в горевший город. Состоялось следствие и, спустя неделю, суд. По приговору суда руководитель отдела НКВД был приговорен к расстрелу, а почти все остальные руководители советских и партийных органов к большим срокам заключения.
Возможно, эти события и связанная с ними неразбериха стали причиной того, что ошибочная дата боя — 19 августа 1941 года, впервые появившаяся в книге издательства ДОСААФ 1965 года «Танкисты в боях за Родину. Героические были» (под редакцией генерал-майора Дударенко М. Л. и с предисловием маршала бронетанковых войск Ротмистрова П. А.), была распространена в послевоенной публицистике, запечатлена на монументах танкистам у мызы Войсковицы в 1983 году и в военном городке в Новом Учхозе так и не была откорректирована в советское и постсоветское время.
Тем временем к вечеру 20 августа 1941 года две германские танковые дивизии 41-го моторизованного корпуса 1-я и 8-я выполнили почти все поставленные немецким Генеральным штабом задачи по приостановке наступления на Ленинград и смене позиций дивизий,  разворачивая весь 41-й корпус от Ленинградского направления на юго-восток для окружения Лужской группировки советских войск, захватив железнодорожную станцию Илькино (нынешняя станция Войсковицы) на Кингисеппской ветке и станцию Суйда на Псковской ветке Варшавской железной дороги. А вот 6-я панцирная дивизия  не выполнила приказ по смене своих позиций для принятия линии обороны 1-й панцирной дивизии с севера, выступила и  вернулась назад 20 августа и встала на недельный "отдых" в почти прежних её месторасположениях. Причём в мемуарах немецких ветеранов описывается, что была совершена поминальная служба и на общем собрании железный крест получил только врач.
А задача 6-й панцирной дивизии по прикрытию 41-го корпуса от контрударов с севера была оставлена 1-й панцирной дивизии.

#### Дальнейшая служба
В начале сентября танковая рота лейтенанта Колобанова удерживала подступы к Красногвардейску в районе Большой Загвоздки, уничтожив три миномётных батареи, четыре противотанковых орудия и 250 солдат и офицеров врага. 13 сентября 1941 года Красногвардейск был оставлен частями РККА, при этом рота Колобанова прикрывала отход последней войсковой колонны на город Пушкин.
15 сентября 1941 года Колобанов был тяжело ранен. По данным А. Смирнова, ночью на кладбище города Пушкин, где танки заправлялись топливом и боеприпасами, рядом с танком Колобанова разорвался немецкий снаряд. Танкист получил осколочное поражение головы и позвоночника, контузию головного и спинного мозга. Находился на излечении в Травматологическом институте в Ленинграде, затем был эвакуирован и до 15 марта 1945 года лечился в эвакогоспиталях № 3870 и 4007 в Свердловске.
31 мая 1942 года Колобанову было присвоено воинское звание капитан.

### Послевоенные годы
Несмотря на тяжёлое ранение и контузию, после окончания лечения Колобанов вновь попросился в строй и продолжил карьеру профессионального военного. 10 июля 1945 года он был назначен заместителем командира 69-го танкового батальона 14-го механизированного полка 12-й механизированной дивизии 5-й гвардейской танковой армии в Барановичском военном округе.
10 декабря 1951 года был переведён в Группу советских войск в Германии (ГСВГ), где проходил службу до 1955 года. Занимал должность командира танкового батальона самоходных артиллерийских установок 70-го тяжёлого танкового самоходного полка 9-й танковой дивизии 1-й гвардейской механизированной армии (в ГСВГ), затем, с 2 июня 1954 года, — командир 55-го гвардейского танкового батальона 55-го танкового полка 7-й гвардейской танковой дивизии 3-й механизированной армии. 10 июля 1952 года Колобанову было присвоено воинское звание подполковник, а 30 апреля 1954 года Указом Президиума Верховного Совета СССР он был награждён орденом Красного Знамени (за 20 лет выслуги в армии).
В это время солдат из батальона Колобанова дезертировал в английскую оккупационную зону. Чтобы спасти комбата от военного трибунала, командарм объявил ему о неполном служебном соответствии и перевёл в Белорусский военный округ (с 10 декабря 1955 года).
7 марта 1956 года был назначен на должность заместителя командира танко-самоходного батальона 10-го механизированного полка 12-й механизированной дивизии (Белорусский военный округ), а затем с 16 мая 1957 года — на должность заместителя командира танкового батальона 148-го гвардейского мотострелкового полка 50-й гвардейской мотострелковой дивизии 28-й армии (город Осиповичи Могилёвской области, Беларусь).
5 июля 1958 года подполковник Колобанов был уволен в запас. Работал на Минском автозаводе сначала мастером ОТК, затем контролёром ОТК, имел значок «Ударник коммунистического труда».
В начале 1970-х годов киностудия «Беларусьфильм» планировала снять фильм о Колобанове, но затем съёмочная группа решила, что во время отступления Красной армии в августе 1941 года подобные события не могли иметь место, тяжело травмированный ветеран что-то перепутал, и фильм снят не был.
К сорокалетию Победы Приказом министра обороны СССР № 40 от 1 августа 1986 года награждён орденом Отечественной войны 1-й степени.
Зиновий Григорьевич Колобанов скончался 8 августа 1994 года в Минске. Похоронен 9 августа на Чижовском кладбище в Минске, участок номер 8/1г. 
Свидетельство о смерти выписано 12 августа. Зиновий Григорьевич Колобанов так и не был удостоен звания Героя Советского Союза.

## Награды
- Два ордена Красного Знамени (3.02.1942[38] № 24234; 30.04.1954[39], № 401075)
- Орден Отечественной войны I степени (1.08.1986)[40][41]
- Орден Красной Звезды (20.06.1949, № 2876931)[42][43]
- Медаль «За боевые заслуги» (6.05.1946, № 2957095)[44]
- Медаль «В ознаменование 100-летия со дня рождения Владимира Ильича Ленина»
- Медаль «За оборону Ленинграда» (10.02.1944)[45]
- Медаль «За победу над Германией в Великой Отечественной войне 1941—1945 гг.»
- Юбилейная медаль «Двадцать лет победы в Великой Отечественной войне 1941—1945 гг.»
- Юбилейная медаль «Тридцать лет Победы в Великой Отечественной войне 1941—1945 гг.»
- Юбилейная медаль «Сорок лет Победы в Великой Отечественной войне 1941—1945 гг.»
- Медаль «Ветеран Вооружённых Сил СССР»
- Юбилейная медаль «30 лет Советской Армии и Флота»
- Юбилейная медаль «40 лет Вооружённых Сил СССР»
- Юбилейная медаль «50 лет Вооружённых Сил СССР»
- Юбилейная медаль «60 лет Вооружённых Сил СССР»
- Юбилейная медаль «70 лет Вооружённых Сил СССР»[46]

## Семья
Жена — Александра Георгиевна Колобанова. Сын — Геннадий. Внук — Андрей, окончил Харьковское гвардейское высшее танковое командное училище с отличием. Правнук — Клементий и правнучка — Екатерина.

## Память
После стабилизации положения под Войсковицами командир 1-го танкового батальона Иосиф Борисович Шпиллер привёз к месту боя экипажа Колобанова с немецкими танками фронтового кинооператора, который запечатлел панораму горящей колонны. Однако кадры «Фронтовой кинохроники», где были запечатлены уничтоженные Колобановым немецкие танки, затерялись.
Все члены экипажа танка были представлены командиром полка Погодиным к званию Героев Советского Союза, но ни один не получил звания. Вопрос о присвоении Зиновию Григорьевичу Колобанову высшей награды России — Героя Российской Федерации — инициировал Василий Монич, который за счёт собственных средств и установил мемориальный памятник танкисту на Чижовском кладбище в Минске в 2006 году. Неоднократно и безрезультатно этот вопрос поднимался различными ветеранскими организациями, в очередной раз в июне 2011 года с просьбой содействовать присвоению подполковнику З. Г. Колобанову звания Героя Российской Федерации (посмертно) обратилось Законодательное собрание Санкт-Петербурга 15 июля 2011 года начальник Главного управления кадров Министерства обороны генерал-полковник В. П. Горемыкин отказал в присвоении Зиновию Колобанову звания Героя России, посчитав награждение нецелесообразным: «В настоящее время подвергать сомнению и пересматривать решение о награждении З. Г. Колобанова, а также определить мотивы, которыми руководствовалось вышестоящее командование при изменении вида награды офицеру, не представляется возможным.»
В начале 1970-х на киностудии «Беларусьфильм» к 30-летию Победы планировали снять документальную ленту об отважном фронтовике-танкисте, однако киностудия от своего замысла отказалась. По словам режиссёра Игоря Добролюбова, в подвиг Колобанова просто не поверили.
В канун Дня танкиста 8 сентября 1983 года на месте войсковицкого боя, в районе Учхоза «Войсковицы», был открыт мемориал — танк-памятник ИС-2 (59°32′34″ с. ш. 29°55′36″ в. д.). Среди ветеранов-танкистов, присутствовавших на открытии мемориала, были непосредственные участники боя, члены экипажа танка КВ-1 З. Г. Колобанов, А. М. Усов и политрук батальона В. К. Скороспехов. Позже на этом месте была создана стендовая живописная панорама-экспозиция танкового боя.
В 2006 году в Красносельском районе Санкт-Петербурга в честь легендарного танкиста назвали Колобановскую улицу, проходящую по местам былых боев в Горелове.
Над могилой З. Г. Колобанова на Чижовском кладбище в Минске ему установлен мемориальный памятник с рассказом о бое под Войсковицами. Над могилой шефствуют воспитанники Минского суворовского военного училища.
8 мая 2008 года в посёлке Новый Учхоз Гатчинского района, возле которого рота Колобанова вела героический бой, на территории воинской части состоялось торжественное открытие бюста-памятника Зиновию Григорьевичу.
Именем З. Г. Колобанова названа улица в деревне Войсковицы.
Имя присвоено Музею «Битва за Ленинград» (Всеволожск, Ленинградская обл.).
В честь 70-летия знаменитого танкового боя, а также оборонительных сражений августа — сентября 1941 года на южных подступах к Ленинграду, 19 и 20 августа 2011 года в Гатчинском районе состоялись две акции жителей Петербурга и Ленинградской области с участием ветеранов, историков и мотолюбителей. На торжественных митингах выступили руководители района и ветераны Вооружённых Сил: глава Гатчины и Гатчинского муниципального района А. И. Ильин, заместитель председателя Совета генералов и адмиралов Санкт-Петербурга Ю. А. Павлов, генерал-майор П. И. Липский, президент фонда ВДВ А. Д. Баранюк, руководитель поисковых отрядов Гатчинского района Э. Н. Брюквин, председатель Совета ветеранов города Гатчины Э. Д. Хмелёв, историк Д. Н. Базуев и другие. Ежегодно с 2011 года, 20 августа проводятся мотопробеги «Защита Колобанова» и экскурсии по местам боёв.
На жилом доме в г. Минске по ул. Ташкентской, дом 26, корпус 2, где жил З. Г. Колобанов с 1967 по 1994 год, установлена в 2014 году мемориальная доска. На одном из барельефов стелы «Город воинской славы» в Гатчине, открытой в 2016 году, размещено изображение танкиста. В Нижнем Новгороде 27 августа 2020 года открыт памятник Зиновию Колобанову (скульптор А. Щитов). Фигура Колобанова является центральной частью комплексного мемориала «100-летие танкостроения в России».

### Кинофотодокументы
Сохранился документальный фильм земляка Усова, в котором сам ветеран в 1986 году собственноручно рисует в кадре схему боя под Войковицами.
- Наградной лист командира танка старшего лейтенанта З. Г. Колобанова, ЦАМО, фонд 33, опись 682524, единица хранения 84. Страницы 1 и 2.
- ЦАМО, фонд 217, опись 347815, дело № 6 на листах 102—104.
- Наградной лист командира орудия старшего сержанта А. М. Усова (1917 года рождения) с представлением к званию Героя Советского Союза. ОБД «Подвиг Народа». 1 сентября 1941. Страницы 1 и 2.
- Наградной лист младшего механика-водителя красноармейца Н. Ф. Родникова (1919 года рождения) с представлением к званию Героя Советского Союза. ОБД «Подвиг Народа». 1 сентября 1941. Страницы 1 и 2.
- Наградной лист стрелка-радиста старшего сержанта П. И. Киселькова (1912 года рождения) с представлением к ордену Ленина. ОБД «Подвиг Народа». 1 сентября 1941. Страницы 1 и 2.
- Наградной лист старшего механика-водителя старшины Н. И. Никифорова (1914 года рождения) с представлением к званию Героя Советского Союза. ОБД «Подвиг Народа». 1 сентября 1941. Страницы 1 и 2.
- Наградной лист командира 1-го танкового батальона 1-го танкового полка 1-й танковой дивизии капитана И. Б. Шпиллера. Страницы 1, 2 и 3.
- Наградной лист командира тяжёлого танка КВ-1 младшего лейтенанта В. И. Ласточкина (1913 года рождения) с представлением к ордену Ленина. ОБД «Подвиг Народа». 1 сентября 1941. Страницы 1 и 2.
- Наградной лист командира тяжёлого танка КВ-1 лейтенанта М. И. Евдокименко (1918 года рождения) с представлением к ордену Ленина. ОБД «Подвиг Народа». 1 сентября 1941. Страницы 1 и 2.

### В искусстве
О героическом бое под Войсковицами поэт Александр Гитович написал поэму «Танкист Зиновий Колобанов» (датирована 26 сентября 1941 года).

Всё это было так:
В молчании суровом
Стоит тяжёлый танк,
В леске замаскирован,
Враги идут толпой
Железных истуканов,
Но принимает бой
Зиновий Колобанов.
И сквозь разрывов грохот
Мир смотрит на равнину,
Где старший лейтенант
Повёл на бой машину.
Он бьёт врагов подряд,
Как богатырь былинный,
Вокруг него лежат
Подбитые машины,
Уже их двадцать две,
Как бурей разметало,
Они лежат в траве
Обломками металла…
— отрывок из поэмы.
В тексте песни 1-й Краснознамённой танковой бригады, написанной осенью 1941 года, есть слова о З. Г. Колобанове и его однополчанине, Герое Советского Союза Ф. М. Дудко, умершем от ран зимой 1940 года:

А в яростный час, когда нам нелегко,
Мы клятву твердим неустанно:
 — Клянёмся! —
Мы будем такими, как Федор Дудко,
Такими, как был Колобанов!
— припев
10 сентября 2010 года в Минске в рамках торжественных мероприятий по случаю Дня танкиста в Центральном Доме офицеров впервые прозвучала песня народного артиста СССР композитора И. Лученка и поэта И. Титовца «Зиновий», посвящённая подвигу З. Г. Колобанова. Ему также посвящена книга белорусского предпринимателя В. Г. Монича «О вечном и настоящем» (2008).
В телевизионном историческом сериале «Великая война» кратко описывается и иллюстрируется при помощи компьютерной графики бой КВ-1 под командованием З. Колобанова с колонной немецких танков.
В художественном фильме «Танкист» танкового командира Андрея Градова, прототипом которого был Зиновий Колобанов, сыграл актёр Алексей Чадов.

### В компьютерных играх
В популярной онлайн-игре World of Tanks («Мир танков») присутствует награда, носящая название «Медаль Колобанова». Присваивается игроку, который, оставшись последним выжившим членом своей команды, одерживает победу против пяти или более танков и самоходок противника.

## Мемуары
- Колобанов З. Г. Было это так… // На ближних подступах к Ленинграду / Составители: И. Г. Любецкий, Н. А. Прохоров. — Л.: Лениздат, 1986.

## Оценки, мнения
З. Г. Колобанов о войсковицком бое:

Меня нередко спрашивали: было ли страшно? Но я — военный человек, получил приказ стоять насмерть. А это значит, что противник может пройти через мою позицию только тогда, когда меня не будет в живых. Я принял приказ к исполнению, и никаких «страхов» у меня уже не возникало и возникать не могло.
...
Сожалею, что не могу описать бой последовательно. Ведь командир видит прежде всего перекрестье прицела. … Все остальное — сплошные разрывы да крики моих ребят: «Ура!», «Горит!». Ощущение времени было совершенно потеряно. Сколько идёт бой, я тогда не представлял.

Различные современники и исследователи высоко отзываются о «войсковицком бое», подчёркивая неординарность и высокий профессионализм З. Г. Колобанова и его экипажа.
И. Б. Шпиллер, бывший командир 1-го танкового батальона 1-го танкового полка 1-й танковой дивизии:

День 19 августа я запомнил на всю жизнь. Это был сначала очень для нас тревожный день. Однако именно он принёс радость победы. Танковая рота Колобанова с честью выполнила приказ командования — стоять на месте и не пропустить врага к Ленинграду…
Когда я сообщил в штаб дивизии о разгроме фашистской танковой колонны, там вначале не поверили. Командир танковой дивизии Баранов приказал мне повторить сообщение и после боя лично прибыть в штаб с письменным донесением.

Журналист И. Б. Лисочкин, 1992:

Невозможно. Невероятно. Немыслимо. Подберите любое другое слово для события или факта, которые не укладываются в рамки человеческого воображения, и оно будет справедливо.

Тем не менее, при жизни подвиг танкиста З. Г. Колобанова не получил своего признания.
Журналист И. Б. Лисочкин:

В любой стране мира за то, что совершил Колобанов, человеку должны были быть предоставлены все высшие ордена, поощрения, повышения в звании. Почему ему не дали Героя? Я понимаю, что ему обязаны были дать. То, что он и члены его экипажа не были награждены Золотыми Звёздами, с моей точки зрения, невероятная несправедливость. Почему не был награждён? Когда Баранов доложил командующему фронтом и политработникам, которые там были, что Колобанов заслуживает звания Героя Советского Союза, ему сказали: «Ты что? Он только что из тюрьмы вышел.[прояснить] Дискредитировал нашу армию на финском фронте».

Историк А. Смирнов, 2003:

Долгое время Колобанову отказывались верить, когда он рассказывал о знаменитом бое и о количестве уничтоженных его экипажем танков. Были случаи, когда из зала, услышав про количество подбитых танков, доносился иронический смех: «Мол, ври ветеран, но знай меру!»

## Фильмы
- Лев Лурье. Герой без звезды. ТРК «Петербург — Пятый канал», июнь 2009.
- Танковый бой Колобанова З. Г. (2010). Дата обращения: 11 ноября 2013.
- Подвиг танкиста. Зиновий Колобанов. Телекомпания «ВоенТВ» (22 октября 2013). Дата обращения: 11 ноября 2013.
- Олег Титберия. Анимационный фильм-реконструкция: «Колобанов. Бой под Войсковицами». Дизайн студия «Дар» (3 мая 2014). Дата обращения: 16 мая 2014.
- Денис Базуев. Документальный фильм «Защита Колобанова». 43 : 1. Войсковицкое танковое сражение. (20 августа 2015).
- «Танкист» («Любимый город») Год премьеры: 2020 Жанр: Военный фильм, мелодрама Режиссёр: Александр Ефремов...

### Сноски
1. 1 2  Официальная дата рождения по паспорту, приведённая в учётно-послужной карте, хранящейся в ЦАМО РФ — 25.12.1912 по-старому стилю или 07.01.1913 по-новому. В автобиографии З. Г. Колобанова и на памятнике З. Г. Колобанову на Чижовском кладбище в Минске указан истинный год рождения — 1910. См. [s55.radikal.ru/i148/0909/ee/cc6a8f9e2fd9.jpg фото могилы З. Г. Колобанова]. Архивировано 29 января 2012 года.
2. ↑  Кроме Пинчука о лишении Колобанова звания Героя и других наград отмечает в своих воспоминаниях Владимир Мельников[19].
3. ↑  В ряде источников — Николай Феоктистович (Фиоктидович) Роденков.
4. ↑  В то же время в учётно-послужной карте, хранящейся в ЦАМО РФ, указана 29 сентября 1942 год, а некоторых публикациях встречается дата ранения 21 сентября 1941 года. Также интересен Приказ главного управления кадров ВС СССР № 0240 (недоступная ссылка) от 15 ноября 1946 года, в котором командир танковой роты 1-го танкового полка 1-й танковой дивизии капитан З. Г. Колобанов признан пропавшим без вести в ноябре 1942 года.
5. ↑  В 1982 году З. Г. Колобанов написал письмо на имя Министра Обороны СССР тов. Д. Ф. Устинова о выделении танка. Для установки танка-памятника в районе Учхоза «Войсковицы» воинская часть выделила тяжёлый танк ИС-2.
6. ↑  На открытии памятника не было комбата И. Б. Шпиллера, который умер и похоронен в г. Луге.

### Статьи
- Базуев Д. Ленинградская Прохоровка // Санкт-Петербургские ведомости. — № 81-с от 06.05.2011.
- Базуев Д. Защита Колобанова // Броня. — 2010. — № 1. — С. 36—44.
- Скворцов О. «Незамеченная» победа Колобанова или «белые пятна» в мемуарах немецких генералов // Техника и вооружение. — 2009. — № 3. — С. 6—14.
- Данилов А. Главный бой Зиновия Колобанова // Во славу Родины. — 9.09.2006.
- Смирнов А. Герой, не ставший героем // Танкомастер, № 1. — 2003.
- Пинчук А. Имя на танке // Красная звезда. — 6 июня 2001.
- Лисочкин И. Рубежи // Санкт-Петербургские ведомости. — 18 августа 2001.
- Коломиец М. История танка КВ (часть 1) // Фронтовая иллюстрация. — М.: Стратегия КМ, 2001. — № 5. — С. 76—77.
- Злыгостев В. И. Подвиг под Войсковицами // Гатчинская правда. — Гатчина, 18, 19, 21, 27, 28, 29 декабря 1984 года.
- Газета «Ленинградская правда» от 24 сентября 1983 года.
- Майор А. Манин. Один против двадцати двух // сборник «Танкисты в боях за город Ленина»,. — Л., 1942.
- Кулик. В авангарде героических защитников Ленинграда // Литературный журнал «Звезда», № 1-2. — Л., 1942.